# 伯迪 (喬治亞州)
伯迪（英語：Birdie）是位於美國喬治亞州斯波爾丁縣的一個非建制地區。該地的面積和人口皆未知。

## 地理
伯迪的座標為33°19′11″N 84°20′40″W / 33.31972°N 84.34444°W，而該地的平均海拔高度為267米（即876英尺）。